# Kristīne Opolaisová
Kristīne Opolaisová (nepřech. Opolais, * 12. listopadu 1979 Rēzekne) je lotyšská operní pěvkyně, sopranistka.

## Život a kariéra
Studovala na Lotyšské hudební akademii. V roce 2001 zahájila svou kariéru jako členka sboru Lotyšské národní opery, v roce 2003 se stala v národní opeře sólistkou. Tam potkala svého budoucího manžela, dirigenta Andrise Nelsonse. Jejich manželství trvalo od roku 2011 do roku 2018, kdy se rozvedli.
Poprvé dosáhla širšího uznání v roce 2006, kdy debutovala ve Staatsoper Unter den Linden v Berlíně, poté debutovala v roce 2008 v milánské La Scale, ve Vídeňské státní opeře v roce 2008 a v říjnu 2010 v Bavorské státní opeře titulní rolí Dvořákovy Rusalky v nové inscenaci režiséra Martina Kušeje. V roce 2011 debutovala v londýnské The Royal Opera, kde zpívala titulní roli v Pucciniho opeře Madam Butterfly pod taktovkou svého manžela. V roce 2013 debutovala na BBC Proms v londýnské Royal Albert Hall, kde zpívala árie Verdiho a Čajkovského se Symfonickým orchestrem města Birminghamu. Hrála hlavní roli v Pucciniho Manon Lescaut v Covent Garden v sezóně 2013/14 a také v Metropolitní opeře v únoru a březnu 2016. V únoru a březnu 2017 se objevila jako Rusalka v nové inscenaci Metropolitní opery.